# رحلة بالداسار
رحلة بالداسار، هي الرواية الثامنة للأديب المبدع، اللبناني الأصل أمين معلوف، كتبت في الأصل باللغة الفرنسية، وصدرت باللغة العربية عن دار الفارابي عام 2001م.
وبالداسار هو تاجر تحف وكتب ومخطوطات أثرية، من عائلة أمبرياتشي الجنوية العريقة، والتي استوطنت منطقة جبيل بلبنان من أيام الحروب الصليبية على الشرق، وفي الرواية يحصل بالداسار على كتاب "الاسم المئة"، الذي يفترض وجود اسم أوصفة لله غير معروف، إضافة إلى الأسماء التسعة والتسعين، والمؤلف هو المازنداري، حصل عليه من رجل عجوز سرعان ما مات، دون أن يتمكن بالداسار من دفع ثمن الكتاب، ثم يشتريه موفد البلاط الفرنسي مارمونتيل، ويصطحبه معه في رحلة بحرية إلى القسطنطينية، ويكتشف بالداسار أهمية الكتاب الذي يبحث عنه الجميع، بل ويمنع في بعض ولايات الدولة العثمانية الحديث عنه، أو الاحتفظ بنسخة منه.
والكتاب يتنبأ بسنة نهاية العالم، وهي سنة 1666م، التي سميت بسنة الوحش، ومن سينجو من هذه النهاية، فقط من يقرأ الكتاب ويعرف بالتالي الاسم المائة لله، كما يفترض مؤلف الكتاب، ومن هنا اكتسب هذا الكتاب ومحتواه كل هذه الأهمية، لدى معتنقي الديانات السماوية الثلاث، الإسلام والمسيحية واليهودية، وآمن كثير من الناس بتاريخ نهاية العالم.